# Alacsony Föld körüli pálya
Az alacsony Föld körüli pálya (Low Earth Orbit, rövidítve LEO) olyan műholdpálya, ahol a Föld felszínétől legfeljebb 2000 km távolságra lévő műholdak keringenek. Mivel a 200 km alatt keringő testek gyorsan veszítenek magasságukból, ezért általánosan a földfelszín fölött 200–2000 km-re keringő műholdakra használják ezt a kifejezést. Pályájuk nagy általánosságban kör alakú, és nagyjából 90 perc alatt kerülik meg a Földet.
Ilyen pályán kering a Nemzetközi Űrállomás, és ezt használták a Space Shuttle-küldetések alatt is. A pálya gyakori használata miatt sok űrszemét átmenetileg itt található.

## Az alacsony Föld körüli pálya előnyei
- A legkisebb energiabefektetéssel elérhető pálya, ezért a pályák közül ez a legolcsóbb.
- A műhold méretétől függően kisebb rakétával is el lehet érni (a kisebb rakéta költsége a nagyobbnak mindössze 10%-a is lehet).
- Mivel a műhold közel van a földfelszínhez, ezért kisebb teljesítményű és méretű optika is elegendő a megfigyelésekhez.
- A kis távolság miatt kis teljesítményű rádió-adóvevő is megfelelő a jelek vételéhez.

## Az alacsony Föld körüli pálya hátrányai
- A kis magasság miatt nagyobb a légkör fékező hatása (ami végső soron a műhold lezuhanásához vagy a légkörben való elégéséhez vezet), amit hajtómű működtetésével kell kompenzálni, ez azonban a legtöbb kis műholdon nem áll rendelkezésre (ilyen például a Hubble űrtávcső). A magasságemelést jellemzően egy külső űrjármű hozzákapcsolásával és annak a hajtóművével oldják meg.
- A műhold élettartama nagyban függ a kezdeti pálya magasságától és a levegő sűrűségétől a felső atmoszférában. Mivel erre hatással van a Nap aktivitása, nem mindegy, mikor indítják a műholdat.

## Jellemzői

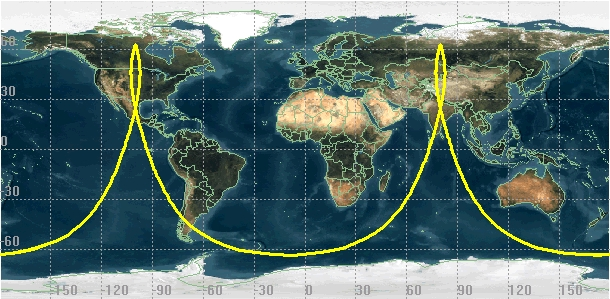
Egy Molnyija műhold földi nyomvonala

Az alacsony Föld körüli pályán mozgó műhold a gyors áthaladás miatt rövid idő alatt a Föld nagy területét képes figyelni, ezért általánosságban különféle megfigyelésekre alkalmas, például erdőtüzek, tornádók esetén korai riasztásra.
Logikus lenne, hogy méretükből és távolságukból adódóan az alacsony pályás műholdakat nem lehetne látni a Földről szabad szemmel. Azonban ez nem igaz, például a Nemzetközi Űrállomást nagyon jól lehet látni.
A műholdak (még az ISS is) valóban nem elég nagyok hozzá, hogy a formájukat ki lehessen venni, de a napelemeken vagy egyes fémalkatrészeken megcsillanó Nap fényét szabad szemmel is észre lehet venni!
Fontos megemlíteni, hogy az alacsony pályás műholdak nagy sebességgel haladnak el az égbolton (sokan ezért repülőgépnek gondolják őket), és emiatt az áthaladás esetleg csak néhány percig tart. Ezért a céltudatos megfigyeléshez előzőleg tájékozódni kell a műhold áthaladásának időpontjáról a megfigyelési pont földrajzi helyzete függvényében. Nem minden műhold látszik a Föld minden pontjáról.